# 메모 상자

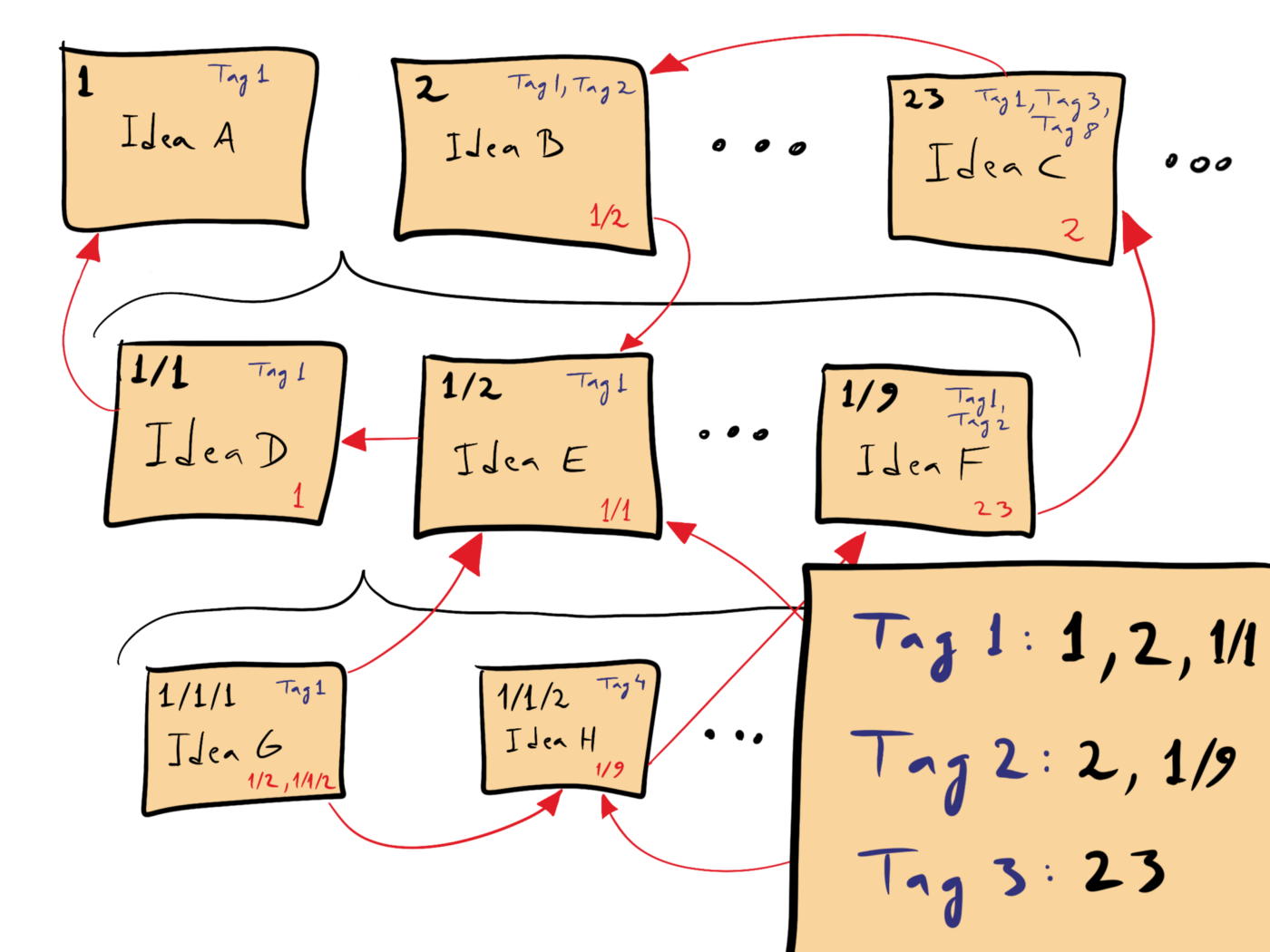
메모 상자는 숫자를 포함한 태그와 더불어 서로 참고로 하는 다른 노트들로 구성된다. 태그 목록은 특별한 서로 참고 노트를 만든다.

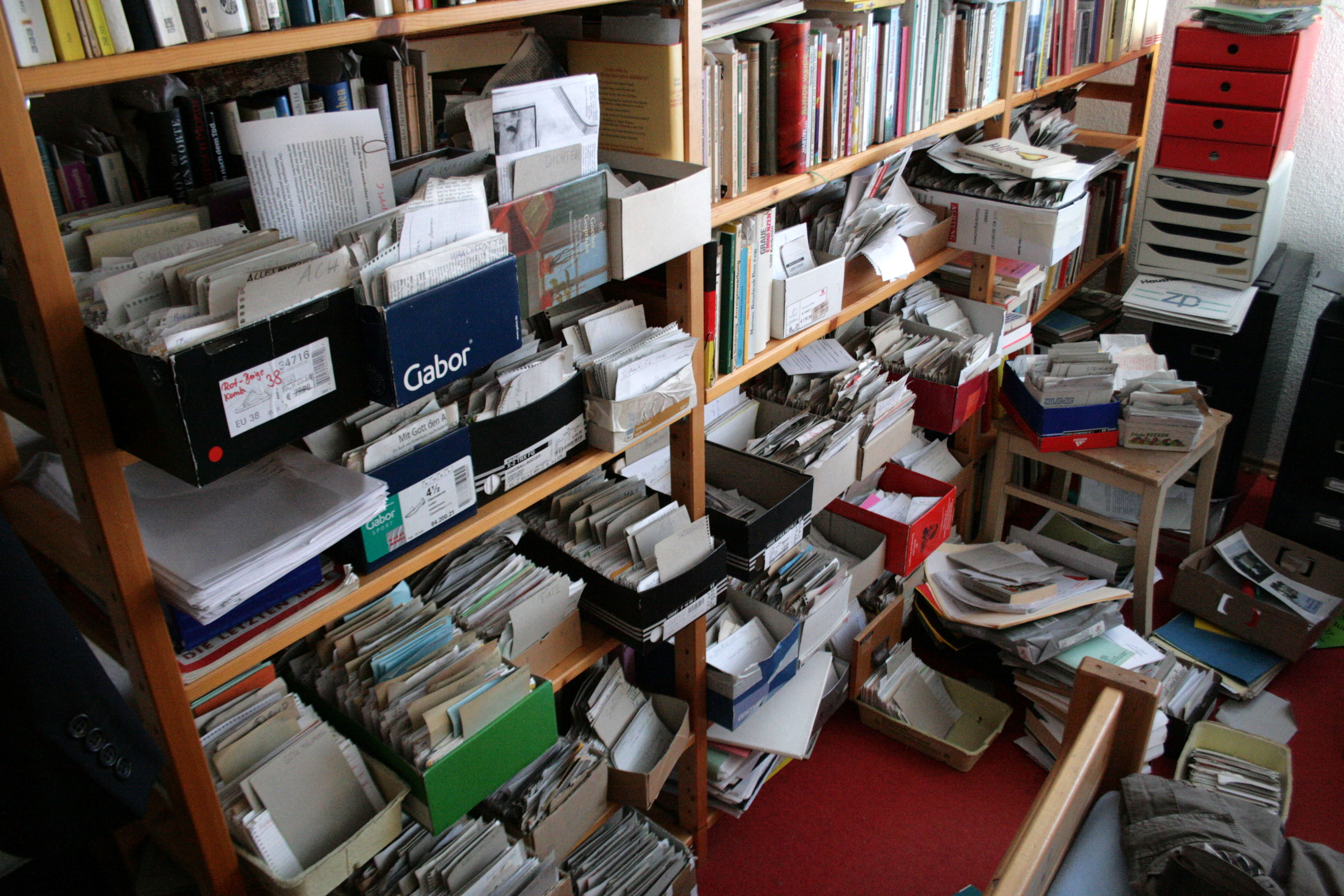
물리적 형식의 메모 상자

메모 상자 혹은 체텔카스텐/제텔카스텐(독일어: Zettelkasten)은 연구와 공부를 하는 데 도움을 주는 지식 관리와 더불어 메모 작성 기법이다.

## 방법
메모 상자 혹은 제텔카스텐은 수많은 아이디어와 더불어 언제든지 수용되거나 혹은 버려지는 작은 정보로 된 정보가 적힌 메모들로 구성된다. 이 메모들은 서로 숫자로 연결되어 있으며, 새 메모가 제대로 들어갈수 있게, 그리고 서로 참조할 수 있게 메타데이터를 담는다. 노트들은 태그를 담아 서로를 참조할 수 있다. 숫자, 메타데이터, 포맷 구성은 사용된 방법에 따라 달라질 수 있다.
이런 메모 상자 혹은 제텔카스텐은 현재 지식 관리 소프트웨어를 이용하여 쉽게 만들수 있다. 하지만, 오랜 기간 동안 종이로 이뤄진 인덱스 카드로 만들어져왔다.
메모 상자 혹은 제텔카스텐은 연구와 관련된 정보와 더불어 창의력을 높일수 있게 해준다. 태그로 상호참조된 노트들은 서로 떨어져 있는 것처럼 보이는 정보들을 서로 얽힘으로 알아차릴수 있게 해준다. 메모 상자 혹은 제텔카스텐로 인한 창발적인 측면은 메모 상자를 신경망과 비슷하게 만든다.

## 역사
종이로 된 인덱스 카드 목록, 그러니까 메모 상자(Zettelkästen)은 긴 시간 동안 개인들과 더불어 조직에서 정보를 관리하는데 많이 사용되었다. 메모 상자의 선구자로서 서양에서는 콘라드 게스너(Conrad Gessner, (1516–1565)와 더불어, 이를 설명한 요한 야코프 모서(Johann Jakob Moser|Johann Jacob Moser, (1701–1785)가 있다. 조선시대에는 연암 박지원은 노안이 되어 버린 메모를 아까워 하는 글을 남겼으며, 다산 정약용은 틈만 나면 적고, 떠오르는대로 기록하여 정조가 어떤 질문을 해도 다 했다고 한다. 목민심서는 일정한 메뉴얼에 따라 메모하게 했고, 갈래별로 분류하여 정리시켰다.
메모 상자로 유명한 연구자 중에는 사회학자인 니클라스 루만(1927~1998)이 있다. 루만은 연구를 위해 약 9만개의 카드를 만들었으며, 이 메모 상자를 이용해 70권의 책과 더불어 400편의 논문을 써냈다. 루만은 분기 계층을 이용하여 서로 연결된 카드를 만들었다. 루만은 이 메모 상자를 이용해 그의 체계 이론을 만들었다고 Kommunikation mit Zettelkästen" 란 수필을 작성했다.

## 같이 보기
- 하이퍼텍스트
- 메멕스
- 노트필기
- 개인 위키
  - 위키_소프트웨어_목록 § 개인_위키_소프트웨어
- 서지 관리 소프트웨어